# Kosiwśka Polana
Kosiwśka Polana (ukr. Косівська Поляна) – wieś na Ukrainie, w obwodzie zakarpackim, w rejonie rachowskim, w hromadzie Wełykyj Byczkiw. W 2001 liczyła 4222 mieszkańców, spośród których 4171 wskazało jako ojczysty język ukraiński, 49 rosyjski, 1 mołdawski, a 1 inny.